# Университет Ланкастера в Лейпциге
Университет Ланкастера в Лейпциге (англ. Lancaster University Leipzig) — филиал Ланкастерского университета. Он был основан в 2020 году и является первым публичным университетом Великобритании с кампусом в Германии.
В университете предлагаются программы бакалавриата по управлению, информационным технологиям и компьютерным наукам, магистратура по логистике и управлению цепочками поставок, а также международные программы подготовки в области бизнеса и компьютерных наук.
Студенты, которые учатся и заканчивают обучение в Лейпциге, получают свой диплом от Ланкастерского университета в Великобритании.
Университет Ланкастер выбрал Лейпциг в качестве новой локации своего кампуса после оценки многих европейских городов, частично из-за высокого экономического роста, растущей студенческой популяции и туристического привлекательности. Это стало четвертым кампусом за границей для британского университета, который уже имел учебные заведения в Китае, Гане и Малайзии.
Первые студенты были зачислены в январе 2020 года, как раз перед началом пандемии COVID-19. Университету пришлось быстро перейти на гибридный режим.
Университет Ланкастер в Лейпциге имеет интернациональный студенческий состав, в котором представлено более 45 национальностей. 50 % студентов изначально из стран, не входящих в Европейский союз, 15 % из Германии и 35 % из других стран ЕС.
Новый кампус расположен в Стросакпассаже, в центре Лейпцига.
Университет Ланкастер в Лейпциге взимает плату за обучение, которая обычно ниже международных тарифов за те же степени, которые предлагаются на кампусе Великобритании. Учреждение сотрудничает с организацией Chancen eG, которая предлагает финансирование платы за обучение на условиях договора об общем доходе.